# Stichopogon barbiellinii
Stichopogon barbiellinii là một loài ruồi trong họ Asilidae. Stichopogon barbiellinii được Bezzi miêu tả năm 1910. Loài này phân bố ở vùng Cổ Bắc giới và châu Á.